# Chaenactis
Chaenactis là một chi thực vật có hoa trong họ Cúc (Asteraceae).

## Loài
Chi Chaenactis gồm các loài: